# Copa Intercontinental de Futsal 2016
A Copa Intercontinental de Futsal 2016 foi a décima sétima edição da Copa Intercontinental de Futsal, o principal torneio de clubes do esporte no planeta. Foi a décima primeira vez que a competição esteve sob chancela da Federação Internacional de Futebol (FIFA).
Foi organizada pela Associação de Futebol do Catar em parceria com a Liga Nacional de Fútbol Sala. O Atlântico, do Brasil, eram os atuais campeões (2015), mas não foram convidados para este evento.
O Sorocaba Futsal sagrou-se campeão ao derrotar o Carlos Barbosa na final por 3-2 na prorrogação, após empate em 1-1 no tempo normal.

## Equipes
| Equipe              | Participação no torneio | Última participação | Melhor posição                         |
| ------------------- | ----------------------- | ------------------- | -------------------------------------- |
| Al-Rayyan SC        | 1º                      | —                   | Estreia                                |
| FC Barcelona        | 2º                      | 1997                | Vice-campeão (1997)                    |
| SL Benfica          | 4º                      | 2011                | Terceiro lugar (2011)                  |
| Carlos Barbosa      | 9º                      | 2013                | Campeão (2004, 2012)                   |
| MFK Dinamo Moskva   | 3º                      | 2014                | Campeão (2013)                         |
| Inter FS            | 8º                      | 2012                | Campeão (2005, 2006, 2007, 2008, 2011) |
| Magnus Futsal       | 1º                      | —                   | Estreia                                |
| Tasisat Daryaei FSC | 1º                      | —                   | Estreia                                |

## Locais
Os jogos do torneio foram disputados em dois ginásios em Doha.
| Doha                          | Doha                      | Doha |
| Ali Bin Hamad Al Attiya Arena | Aspire Ladies Sports Hall | Doha |
| Capacidade: 7 700             | Capacidade: 2 500         | Doha |
|                               |                           | Doha |

## Fase de grupos

### Grupo A
| Pos | Equipe              | Pts | J | V | E | D | GP | GC | SG | Classificado      |
| --- | ------------------- | --- | - | - | - | - | -- | -- | -- | ----------------- |
| 1   | FC Barcelona        | 7   | 3 | 2 | 1 | 0 | 10 | 7  | +3 | Fase eliminatória |
| 2   | Carlos Barbosa      | 4   | 3 | 1 | 1 | 1 | 9  | 9  | 0  | Fase eliminatória |
| 3   | MFK Dinamo Moskva   | 4   | 3 | 1 | 1 | 1 | 7  | 7  | 0  |                   |
| 4   | Tasisat Daryaei FSC | 1   | 3 | 0 | 1 | 2 | 7  | 10 | −3 |                   |

### Grupo B
| Pos | Equipe        | Pts | J | V | E | D | GP | GC | SG | Classificado      |
| --- | ------------- | --- | - | - | - | - | -- | -- | -- | ----------------- |
| 1   | Al-Rayyan SC  | 6   | 3 | 2 | 0 | 1 | 8  | 6  | +2 | Fase eliminatória |
| 2   | Magnus Futsal | 6   | 3 | 2 | 0 | 1 | 7  | 6  | +1 | Fase eliminatória |
| 3   | Inter FS      | 4   | 3 | 1 | 1 | 1 | 3  | 3  | 0  |                   |
| 4   | SL Benfica    | 1   | 3 | 0 | 1 | 2 | 5  | 8  | −3 |                   |

## Fase eliminatória
|  | Semifinal            | Semifinal      |                             |   | Final | Final |
|  |                      |                |                             |   |       |       |
|  | 28 de junho – Doha   |                |                             |   |       |       |
|  |                      |                |                             |   |       |       |
|  | FC Barcelona         | 3 (1)          |                             |   |       |       |
|  | FC Barcelona         | 3 (1)          | 29 de junho – Doha          |   |       |       |
|  | Magnus Futsal (pen.) | 3 (3)          |                             |   |       |       |
|  | Magnus Futsal (pen.) | 3 (3)          | Magnus Futsal (prorrogação) | 4 |       |       |
|  | 28 de junho – Doha   |                | Magnus Futsal (prorrogação) | 4 |       |       |
|  |                      | Carlos Barbosa | 3                           |   |       |       |
|  | Al-Rayyan SC         | Carlos Barbosa | 3                           | 0 |       |       |
|  | Al-Rayyan SC         |                |                             | 0 |       |       |
|  | Carlos Barbosa       | 3              |                             |   |       |       |
|  | Carlos Barbosa       | 3              | Terceiro lugar              |   |       |       |
|  |                      |                |                             |   |       |       |
|  | 29 de junho – Doha   |                |                             |   |       |       |
|  |                      |                |                             |   |       |       |
|  | FC Barcelona         | 6              |                             |   |       |       |
|  | FC Barcelona         | 6              |                             |   |       |       |
|  | Al-Rayyan SC         | 1              |                             |   |       |       |

## Campeão
| Copa Intercontinental de Futsal 2016             |
| Brasil                                           |
| ------------------------------------------------ |
| Sorocaba/Futsal Brasil Kirin Campeão (1º título) |